# José Vicente Gutiérrez Lúpoli
José Vicente Gutiérrez Lúpoli (12 de octubre de 1992, Venezuela) es un deportista venezolano.
Se graduó en Ingeniería Mecánica en la Universidad Simón Bolívar. 

## Palmarés
- Campeón Mundial Juvenil 2010, clase sunfish, en el Sayville Yatcht Club Blue Point de Nueva York, Estados Unidos.[1]
- 3 Veces Campeón continental juvenil
- Campeón Nacional en 2008, 2010, 2011, 2012 y 2013
- Ubicado en el primer lugar del Ranking Nacional de vela FVV desde 2013
- Selección Nacional de Venezuela desde el 2008
- Medalla de bronce en los Juegos Suramericanos de Playa de 2014, clase Laser
- Representante de Venezuela en los Juegos Olímpicos de Río de Janeiro 2016, clase Laser.[2][3][4]